# أراضي هوبيو العشبية والشجيرات
أراضي هوبيو العشبية والشجيرات (بالصومالية: Duurka Iyo Dhuldaaqsimeedka Hobyo) هي منطقة بيئية صحراوية وشجيرات في الصومال. تضم المنطقة البيئية حزامًا من الكثبان الساحلية، يتراوح عرضه بين 10 و 15 كيلومترًا، على طول ساحل المحيط الهندي، ويمتد من شمال هوبيو إلى جنوب مقديشو.

## الجغرافيا
تشكل المنطقة البيئية شريطًا على طول السهل الساحلي المنخفض للصومال المواجه للمحيط الهندي.
تمتد المنطقة البيئية لحوالي 800 كيلومتر على طول الساحل، من خط عرض 2 درجة و 5 درجات شمالاً تصل الكثبان الرملية إلى عمق 10 إلى 15 ميلاً من الساحل وتتكون من رمال بيضاء أو برتقالية ويصل ارتفاعها إلى 60 مترا. الكثبان الرملية حديثة من الناحية الجيولوجية، وتشكلت فوق قبو من صخور ما قبل الكمبري هناك بعض النتوءات من الحجر الجيري بين الكثبان الرملية في الداخل يتحول إلى السافانا الجافة والأشجار شبه الصحراوية.